# Sint-Stefanuskerk (Nederokkerzeel)

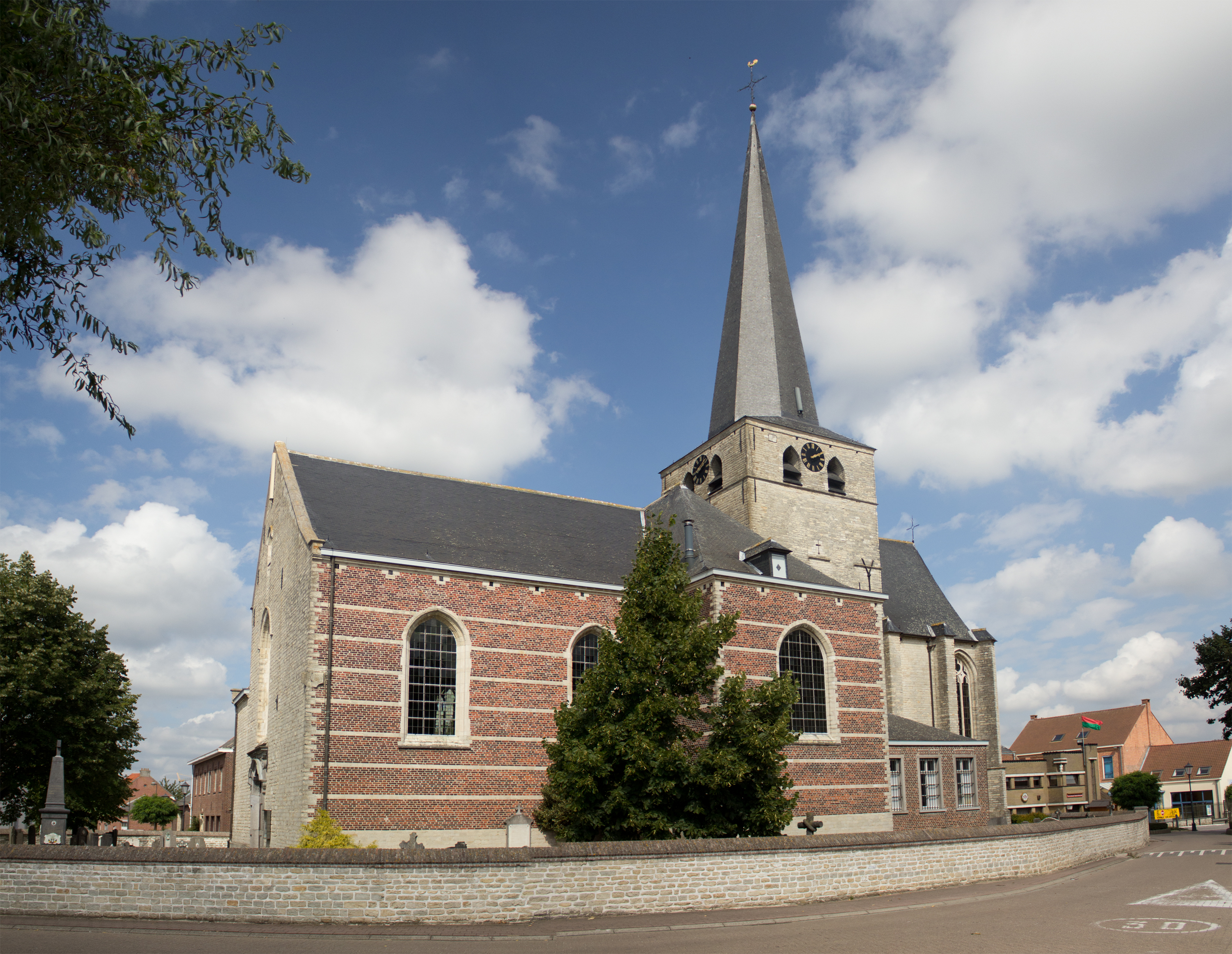
Sint-Stefanuskerk

De Sint-Stefanuskerk is de parochiekerk van de tot de Vlaams-Brabantse gemeente Kampenhout behorende plaats Nederokkerzeel, gelegen aan de Peperstraat 125.

## Geschiedenis
In de 12e eeuw stond hier een romaans kerkje. Hieraan werd veel verbouwd en uitgebreid, zowel in de 13e en 16e eeuw, als in de 17e en 18e eeuw.

## Gebouw
Zo ontstond een georiënteerd driebeukig kerkgebouw. De oudste gedeelten van het gebouw zijn in zandsteen (Brusseliaan) en de 18e-eeuwse delen zijn in baksteenn met gebruik van zandsteen uitgevoerd.
De voorgevel is asymmetrisch en is van 1628. Het barokportaal is van 1662.
De vierkante toren bevindt zich oostelijk van het transept en bevat 13e eeuwse delen. De bovenste geleding is van 1716. Hij is ingebouwd tussen de noordelijke kapel en de 19e-eeuwse sacristie.
De noordelijke gevel is vermoedelijk 17e-eeuws en de noordelijke transeptarm is 16e-eeuws en er is een 15e-eeuwse noordelijke kapel. De zuidelijke zijbeuk en transeptarm zijn van 1780 en in baksteen uitgevoerd. Het gotisch koor is 16e-eeuws.

## Interieur
In de doopkapel bevindt zich een gotische muurschildering, Calvarie, uit begin 15e eeuw. Het barokke hoofdaltaar is van 1646, en het werd in 1758 gewijzigd. Het bevat een altaarstuk uit 1646 dat de Marteldood van Sint-Stefanus verbeeldt.
Het kerkmeubilair is grotendeels in barokstijl en stamt uit het midden van de 17e eeuw. Het orgel, vervaardigd door Jan Wauters, is van omstreeks 1730.